# Marin Kovačić
Marin Kovačić (Split, 14 d'octubre de 1943-ibídem, 12 de gener de 2016) va ser un futbolista croat que jugava en la demarcació de migcampista.

## Biografia
Va començar a formar-se com a futbolista en el RNK Split. Finalment, en 1960 als 17 anys, va debutar amb el primer equip del HNK Hajduk Split. Va jugar en el club un total de set temporades, on va arribar a jugar 78 partits i va marcar cinc gols. A més en la seva última temporada amb l'equip va guanyar la Copa de Iugoslàvia, encara que no arribés a disputar la final. Posteriorment va jugar pel FC Kärnten, Servette FC Genève, Wiener SC i de nou en el FC Kärnten, on es va retirar en 1976. Onze anys després el HNK Hajduk Split li va tornar a contractar, aquesta vegada com a entrenador durant una temporada. També va entrenar al FC Kärnten —en dues ocasions—, al NK Emmuralla —amb el qual va guanyar la Copa d'Eslovènia en 1995—, al NK Primorje i al NK Koper.
Va morir el 12 de gener de 2016 a Split als 72 anys.

## Clubs

### Com a futbolista
| Club               | País    | Any         | Partits | Gols |
| ------------------ | ------- | ----------- | ------- | ---- |
| HNK Hajduk Split   | Croàcia | 1960 - 1967 | 78      | 5    |
| FC Kärnten         | Àustria | 1967 - 1968 | 22      | 0    |
| Servette FC Genève | Suïssa  | 1968 - 1969 |         |      |
| Wiener SC          | Àustria | 1969 - 1971 | 49      | 8    |
| FC Kärnten         | Àustria | 1972 - 1976 | 108     | 4    |

### Com a entrenador
| Club             | País      | Any         |
| ---------------- | --------- | ----------- |
| HNK Hajduk Split | Croàcia   | 1987        |
| FC Kärnten       | Àustria   | 1990        |
| FC Kärnten       | Àustria   | 1992 - 1993 |
| NK Mura          | Eslovènia | 1994 - 1995 |
| NK Primorje      | Eslovènia | 1997 - 1998 |
| NK Koper         | Eslovènia | 1998 - 1999 |

## Palmarès

### Com a futbolista

#### Campionats nacionals
| Títol              | Club             | País    | Any  |
| ------------------ | ---------------- | ------- | ---- |
| Copa de Iugoslàvia | HNK Hajduk Split | Croàcia | 1967 |

### Com a entrenador

#### Campionats nacionals
| Títol            | Club    | País      | Any  |
| ---------------- | ------- | --------- | ---- |
| Copa d'Eslovènia | NK Mura | Eslovènia | 1995 |